# Líber Arce
Líber Walter Arce Risotto (Montevideo, 30 de octubre de 1938-14 de agosto de 1968) fue un estudiante de odontología, militante de la Unión de la Juventud Comunista, y considerado el primer mártir estudiantil del Uruguay, al fallecer el 14 de agosto de 1968 tras ser baleado por la policía.

## Biografía
Líber Arce nació el 30 de octubre de 1938, en Montevideo. Vivió toda su vida en el Cerrito de la Victoria, y cursó primaria en la Escuela No 56 de Las Acacias, ciclo básico en el Liceo Rodó y preparatorios en el IAVA. Ingresó a la Facultad de Arquitectura a fines de los años ’50, afiliándose a la Unión de la Juventud Comunista (UJC) en 1958, en medio de las luchas estudiantiles y obreras por la aprobación de la Ley Orgánica. Complementaba sus estudios en Arquitectura con el trabajo en el puesto de frutas y verduras que sus padres, Eduardo y Josefina, atendían en distintas ferias montevideanas, entre ellas la de Tristán Narvaja. En paralelo, militaba tanto en el círculo de Arquitectura de la UJC como en el gremio de la Facultad, el CEA.
En 1960 visitó Uruguay el presidente estadounidense Dwight D. Eisenhower, en el marco de una gira por Sudamérica, marcada por la creciente tensión entre EE. UU. y Cuba. Al pasar el cortejo presidencial por la Facultad de Arquitectura, los estudiantes del CEA –entre ellos Líber– desplegaron un enorme cartel de unos cincuenta metros de largo, que rezaba: “Fuera el imperialismo yanqui de América Latina”. Este hecho desató una fuerte represión policial que resultó en un joven estudiante herido de bala. 
En 1961 estuvo en la defensa del local central del Partido Comunista de Uruguay (PCU), cuando fue asaltado luego de una manifestación contra la revolución cubana. Fue en esos enfrentamientos que Jaime Pérez, entonces edil departamental, resultó herido de gravedad. 
En 1964, fruto de fuertes presiones del Departamento de Estado norteamericano, el Uruguay rompió relaciones diplomáticas con Cuba. Este hecho desencadenó grandes protestas y movilizaciones. Luego de una movilización de la FEUU por 18 de Julio, duramente reprimida por la policía, cientos de estudiantes se refugiaron en el edificio central de la Universidad. La policía tendió un cerco que no dejaba entrar ni salir a nadie del edificio, dándose lugar así a lo que posteriormente se dio en llamar el “primer sitio a la Universidad”. Los estudiantes permanecieron cercados durante 36 horas, entre ellos estaba Líber.
En 1965 decidió poner pausa a sus estudios de Arquitectura, que le significaban un esfuerzo económico cada vez más difícil de afrontar con los magros ingresos que le reportaba el trabajo en la feria, y la venta de libros de la editorial EPU. Contribuyó también a esta decisión el ofrecimiento que se le hizo desde la UJC de viajar a Moscú, Unión Soviética, a participar de cursos de formación en marxismo-leninismo en la Escuela Central del Komsomol, la organización juvenil comunista soviética. La formación duró todo un año lectivo, de septiembre de 1964 a junio de 1966. 
En 1967, nuevamente en el Uruguay, su primo Hulmer Arce, estudiante de Odontología y también militante de la UJC, lo convenció de ingresar a la Escuela de Prótesis Dental, a fin de obtener un oficio calificado que le permitiera costear los gastos en materiales que le significaban los estudios de Arquitectura. En 1967 ingresó a la “Escuelita”, como se la conocía en Odontología. Se incorporó en seguida al Centro Estudiantil de Odontología (CEO) y al círculo respectivo de la UJC. Fue asimismo, “Responsable de Literatura” de la UJC, lo cual significaba organizar la distribución, venta y difusión de la literatura que editaba EPU, así como de revistas en español editadas en el campo socialista, particularmente soviéticas y cubanas. En abril de ese mismo año se organiza en el Hotel San Rafael de Punta del Este la “Reunión de Jefes de Estado americanos” de la OEA, la cual contó con la presencia del presidente norteamericano Lyndon B. Johnson. Esto desencadena fuertes protestas estudiantiles y una "Marcha Juvenil por la Dignidad", desde Montevideo a Pan de Azúcar. Las movilizaciones en Montevideo son duramente reprimidas, provocando que un número importante de estudiantes se refugien en el edificio central de la Universidad, el cual es sitiado por fuerzas de la policía. Este suceso fue denominado el “segundo sitio a la Universidad” del cual Líber también formó parte. 
A comienzos de junio de 1968, los estudiantes universitarios y de enseñanza media llevaron adelante movilizaciones que fueron duramente reprimidas por la policía. Los estudiantes exigían un presupuesto justo para la educación, en particular el pago de 500 y 140 millones de pesos que el gobierno adeudaba a UDELAR y UTU, respectivamente, así como un “boleto popular” y la nacionalización del transporte. A pesar de la magnitud de estas movilizaciones y de la represión desatada, no fueron la excusa esgrimida por el gobierno encabezado por Jorge Pacheco Areco para decretar, el 13 de junio, medidas prontas de seguridad, un instrumento jurídico excepcional contemplado ya en la Constitución de 1830, para hacer frente a “casos graves e imprevistos de ataque exterior o conmoción interior, dando inmediatamente cuenta a la Asamblea General”. El gobierno justificó las medidas en "el conflicto de la banca oficial –en los hechos los trabajadores de banca oficial enfrentaban desde el 7 de junio un lockout patronal-, y en una inexistente 'huelga por tiempo indeterminado dispuesta por parte de los funcionarios de la Administración Central, afiliados a la Asociación Nacional de Funcionarios Públicos'
En la madrugada del 9 de agosto, el ministro del Interior Eduardo Jiménez de Aréchaga ―bajo las órdenes de Jorge Pacheco Areco― ordenó el allanamiento de la Universidad de la República, las Facultades de Agronomía, Arquitectura, Psicología, Medicina y la Escuela Nacional de Bellas Artes con la excusa de que en dichos centros “anidaba la subversión”, en palabras del entonces Jefe de Policía, Coronel Alberto Aguirre. Se buscaba, además, información que pudiera dar con el paradero de Ulysses Pereyra Reverbel, presidente de UTE secuestrado por el MLN dos días antes. Cuando los estudiantes llegaron a clase se encontraron con el desorden y los destrozos provocados por los allanamientos.
El Consejo Directivo Central de la Universidad de la República denunció todos los destrozos producidos, la sustracción de material docente, de documentación y de todos los ficheros con los datos personales de los estudiantes.[cita requerida]
La indignación estudiantil estalló en forma de enfrentamientos diarios como consecuencia de la violación de la autonomía universitaria.

## Hechos del 12 de agosto
Fue contra la violación a la autonomía universitaria perpetrada por el gobierno pachequista, por el levantamiento de las Medidas y por mayor presupuesto para la Universidad que estudiantes de Odontología, Veterinaria, Enfermería y Medicina del Hospital de Clínicas, se congregaron en la Facultad de Veterinaria el lunes 12 de agosto. El objetivo era difundir entre los vecinos de la zona las reivindicaciones estudiantiles, y realizar una movilización rápida sin aviso previo, para evitar la represión. La FEUU había resuelto realizar tres de estas “operaciones relámpago” en Montevideo ese día, en Veterinaria, Agronomía y en el centro montevideano.
Líber Arce se encontraba entre los pocos cientos de estudiantes que a media mañana se disponían a salir de la Facultad por la calle General Prim (hoy Líber Arce), rumbo a Rosell y Rius. Luego de avanzar algunos metros, se toparon con un vehículo policial del que bajaron tres policías y un oficial, Enrique Tegiacchi Brenes. Los policías pertenecían a la Seccional Novena, cuyo comisario, Juan María Lucas, formó parte del selecto grupo de policías escogidos por la CIA a comienzos de 1968, como principal autor de la futura Dirección Nacional de Información e Inteligencia. Poco tiempo después, Lucas formaría parte además del Escuadrón de la Muerte.
«Al ver a los policías, en un comienzo los estudiantes retrocedieron. Luego, uno de ellos avanzó y tras él una estampida de compañeros suyos hizo retroceder a los agentes. Tegiacchi desenfundó entonces una pistola fuera de reglamento marca Tala calibre 22, adquirida en Buenos Aires durante una “capacitación” en la policía bonaerense. El segundo disparo que realizó entró por la parte posterior de la raíz de la pierna izquierda de Líber, impactando en la arteria femoral. Poco después fue conducido al Hospital de Clínicas, donde ingresó en estado de shock, estabilizándose varias horas después. Pese al éxito inicial de la intervención a que fue sometido, Líber falleció sobre las 10.30 de la mañana del 14 de agosto de 1968».

## El entierro

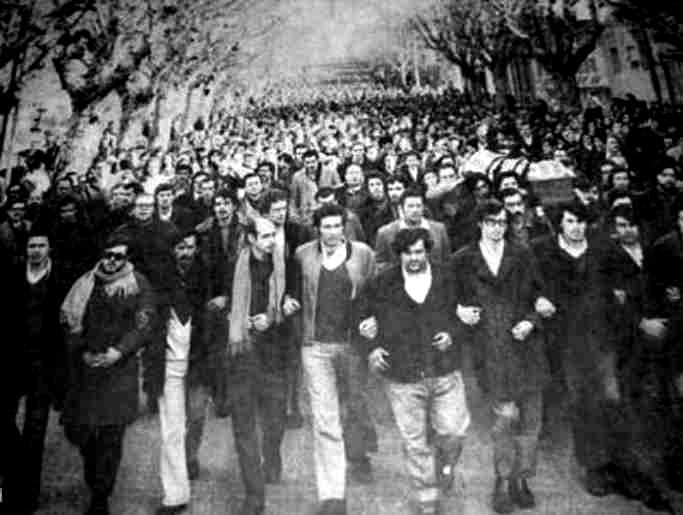
Marcha desde la Universidad de la República (Montevideo), donde fue velado Líber Arce, hacia el Cementerio del Buceo.

Líber Arce fue velado en el atrio de la Universidad de la República. Una multitud acompañó su cuerpo hasta el cementerio del Buceo, transformando el hecho en una manifestación popular contra la política del gobierno. Se estima que más de un cuarto de millón de personas concurrieron al entierro. Muchos comercios cerraron en señal de duelo y los ómnibus de la empresa de transporte de propiedad municipal AMDET colocaron cintas negras en sus parabrisas. Al pasar el cortejo por las iglesias, estas hicieron sonar sus campanas en señal de duelo.
En el velatorio en la Universidad, fue improvisada una oratoria desde el balcón del despacho del Rector Oscar Maggiolo. Entre los que hicieron uso de la palabra, se encontraba el dirigente del Centro de Estudiantes de Odontología, Juan Pablo Rivoir:
«El estudiantado hoy, en especial el de Odontologìa, junto al pueblo, despide a Líber (...) Ingresó [a la FEUU] luchando, buscó allí su puesto y estuvo siempre en el primer lugar. Era el compañero más abnegado (...) aquel a quien nunca ningún militante oyó decir que no a una tarea. Callado. Por su modestia. Solidario. Con la solidaridad más allá, por Vietnam, por Cuba, por la libertad, contra el imperialismo yanqui. Líber Arce luchó por la unidad, y al luchar por la unidad, luchaba por lo más caro al pueblo, por la libertad, por la democracia. Hoy ya la bala que se lanzó en Vietnam y recorre la cordillera americana, se ha incrustado en el cuerpo del compañero caído. Hoy el silencio exige pero nuestra sangre bulle. Y nuestra juventud nos hace gritar fuerte por todo lo que sentimos, los que estuvimos junto al compañero caído. Hoy esta magnífica expresión de pueblo, por la solidaridad, demuestra que este pueblo que ama la libertad, que ama la democracia, sabe estar dispuesto a dar la vida por ellas, como nosotros los estudiantes. Te despedimos con nuestro compromiso ante ti de que haremos todo luchando por tus ideales, por la unidad, por la libertad, por la democracia, por las instituciones, por la Universidad, para lograr el Uruguay de la segunda y definitiva independencia».
En el Cementerio del Buceo, el único orador fue el rector Maggiolo, a nombre de toda la Universidad de la República:
«En épocas normales la vida de la Universidad se centra en la enseñanza y la investigación; en épocas anormales, como la que estamos viviendo, nuestra misión es formar conciencia y defender nuestras libertades, la justicia social, las leyes y la Constitución de la República. Y es en la defensa de esta legalidad y este orden constituido en que nos encontramos embarcados todos los universitarios, que cayó para siempre el joven Líber Arce. Dio lo más que un hombre puede dar, entregó su vida (...) Inspirándonos en las ideas de José Pedro Varela, manifestamos con todo el énfasis que podemos poner en este momento de profundo dolor y de sentido homenaje, la Universidad no cumpliría con su misión, si no formara hombres capaces de descubrir las imperfecciones de la sociedad en que viven, y si no les infundiera el valor para rebelarse contra esas imperfecciones. Aspiramos a que nuestra Universidad no forme solo hombres cargados de ciencia y sapiencia, sino hombres rebeldes, inconformistas, de espíritu crítico para la sociedad en que viven, buscando en el gran laboratorio que es la vida de todos los días la misma verdad que el hombre de ciencia busca en su laboratorio y transmite en la cátedra (...) La Universidad unida es una garantía de que los ideales de libertad y de justicia social volverán a imponerse en nuestra República. Y este es el mayor homenaje, el más grande homenaje que podemos brindar a este noble compañero caído en la lucha por la autonomía universitaria, por la libertad y por la soberanía de nuestro país».

## Más muertos
El viernes 20 de septiembre de 1968, la policía volvió a reprimir otra manifestación de estudiantes contra la política de gobierno de Pacheco Areco, hiriendo a unos 40 jóvenes. Disparando andanadas de perdigones contra las ambulancias, mataron a Susana Pintos (27) y a Hugo de los Santos (20).

## El símbolo

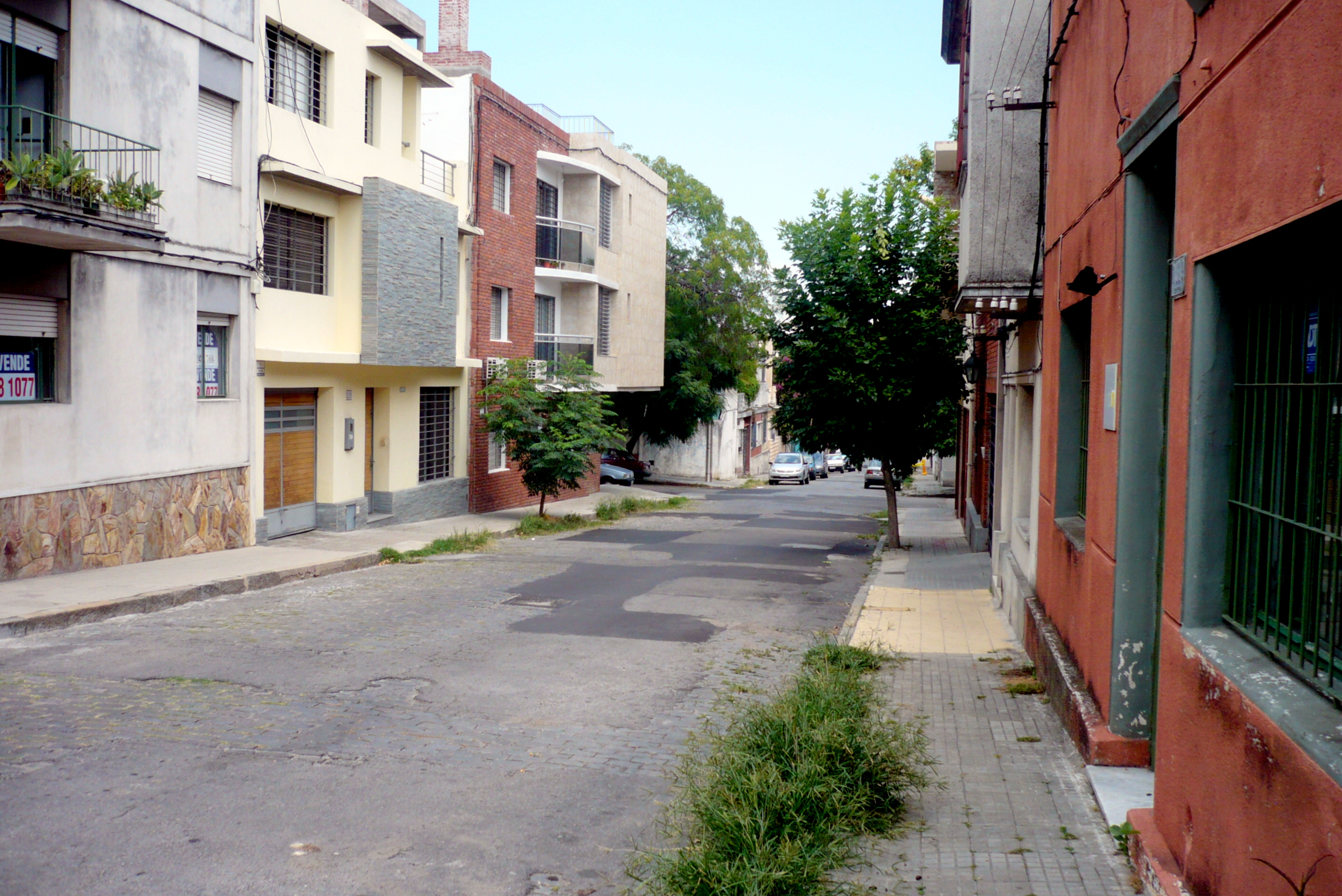
Calle Liber Arce

Desde entonces, el 14 de agosto ha sido asumido por el movimiento estudiantil uruguayo (Universitario y secundario) como la fecha de los mártires y no hubo un año, incluso durante la dictadura cívico-militar, que no se recordara a Líber Arce: concentraciones relámpagos en el atrio de la Universidad de la República y en las distintas facultades, marchas, seminarios o la lluvia de claveles y rosas rojas en la Biblioteca Nacional.[cita requerida]
Luego del retorno a la democracia, la calle General Prim (en homenaje al militar y político español Juan Prim, 1814-1870) fue renombrada Líber Arce. La calle nace en las puertas de la Facultad de Veterinaria y pasa por detrás de lo que fue el zoológico municipal de Villa Dolores.
El 12 de agosto de 2016 se colocó una placa en el callejón de la Universidad (Dr. Emilio Frugoni entre Av. 18 de Julio y Guayabos, Montevideo) conmemorando la fecha de muerte de Líber Arce y su designación como Día de los mártires estudiantiles.